# Saltos ornamentais no Campeonato Mundial de Esportes Aquáticos de 2017 - Plataforma 10 m sincronizado misto
A prova de plataforma 10 m sincronizado misto dos saltos ornamentais no Campeonato Mundial de Esportes Aquáticos de 2017 foi realizada no dia 15 de julho, em Budapeste, Hungria.

## Medalhistas
| Ouro                           | Prata                                  | Bronze                                       |
| China · Ren Qian · Lian Junjie | Reino Unido · Lois Toulson · Matty Lee | Coreia do Norte · Kim Mi-rae · Hyon Il-myong |

## Resultados
A final foi realizado no dia 15 de julho às 13:00. 
| Pos.              | Nacionalidade   | Saltadores                             |        |
| Pos.              | Nacionalidade   | Saltadores                             | Pontos |
| ----------------- | --------------- | -------------------------------------- | ------ |
| Medalha de ouro   | China           | Ren Qian Lian Junjie                   | 352.98 |
| Medalha de prata  | Reino Unido     | Lois Toulson Matty Lee                 | 323.28 |
| Medalha de bronze | Coreia do Norte | Kim Mi-rae Hyon Il-myong               | 318.12 |
| 4                 | Rússia          | Yulia Timoshinina Viktor Minibaev      | 310.08 |
| 5                 | Canadá          | Meaghan Benfeito Nathan Zsombor-Murray | 307.80 |
| 6                 | Japão           | Minami Itahashi Kazuki Murakami        | 307.74 |
| 7                 | Austrália       | Melissa Wu Domonic Bedggood            | 306.30 |
| 8                 | Alemanha        | Christina Wassen Florian Fandler       | 302.46 |
| 9                 | México          | Viviana Del Angel Randal Willars       | 301.08 |
| 10                | Estados Unidos  | Tarrin Gilliland Andrew Capobianco     | 300.12 |
| 11                | Itália          | Noemi Batki Maicol Verzotto            | 291.54 |
| 12                | Ucrânia         | Valeriia Liulko Maksym Dolhov          | 287.34 |
| 13                | Colômbia        | Carolina Murillo Víctor Ortega         | 258.93 |
| 14                | Cuba            | Tuti García Jeinkler Aguirre           | 256.35 |
| 15                | Singapura       | Lim Shen-Yan Freida Jonathan Chan      | 250.68 |
| 16                | Uzbequistão     | Yuliya Nushtaeva Botir Khasanov        | 196.20 |

Legenda
| Recorde mundial       | Recorde mundial (World record)               |                       | Recorde africano                      | Recorde africano (African) |                                           | Q | Classificado por posição (Qualified) |
| Recorde do campeonato | Recorde do campeonato (Championship record)  | Recorde da América    | Recorde da América (Americas)         | q                          | Classificado por melhor tempo (Qualified) |   |                                      |
| Melhor marca do ano   | Melhor marca do ano (World leading)          | Recorde asiático      | Recorde asiático (Asian)              | DNS                        | Não largou (Did not start)                |   |                                      |
| Recorde nacional      | Recorde nacional (National record)           | Recorde europeu       | Recorde europeu (European)            | DNF                        | Não terminou (Did not finish)             |   |                                      |
| Recorde pessoal       | Recorde pessoal do atleta (Personal best)    | Recorde da Oceania    | Recorde da Oceania (Oceania)          | DSQ / DQ                   | Desclassificado (Disqualified)            |   |                                      |
| Recorde da temporada  | Recorde da temporada do atleta (Season best) | Recorde sul-americano | Recorde sul-americano (South America) | NM                         | Sem marca (No mark)                       |   |                                      |